# Rhaptohelenina
Rhaptohelenina es un género de foraminífero bentónico de la familia Heleninidae, de la superfamilia Discorboidea, del suborden Rotaliina y del orden Rotaliida. Su especie tipo es Rhaptohelenina papuaensis. Su rango cronoestratigráfico abarca el Holoceno.

## Clasificación
Rhaptohelenina incluye a las siguientes especies:
- Rhaptohelenina decoratiformis
- Rhaptohelenina papuaensis